# Propellente solido
Il propellente solido è un materiale energetico in grado di autosostenere la combustione anche nel vuoto in quanto contiene all'interno di sé sia combustibile che comburente. Esistono diverse categorie di questo materiale. La composizione varia in base alle necessità e agli obiettivi che si devono soddisfare. I propellenti caratterizzati da alte temperature di fiamma sono pertanto adatti a scopi militari e propulsivi. Diversamente, composizioni in grado di sviluppare basse temperature e prodotti di combustione non tossici sono utilizzate come generatori di gas (es. negli airbag).

## Invenzione ed applicazioni storiche
Le prime composizioni chimiche in grado di fornire spinta propulsiva si possono ritrovare intorno all'anno mille. Gli alchimisti cinesi avevano scoperto che un miscuglio di zolfo, salnitro e carbone era in grado di incendiarsi sviluppando calore e gas. Essi avevano anche studiato come la variazione di composizione portasse ad ottenere un materiale utilizzabile per diversi scopi: dagli esplosivi alle cariche propulsive. I primi carichi trasportati da questi rudimentali razzi avevano sia scopo ludico (fuochi d'artificio) che militare (le frecce di fuoco erano frecce trasportate da cariche propulsive). Le conoscenze cinesi arrivarono presto nei paesi arabi e successivamente in Europa. L'utilizzo della polvere nera  si diffuse con le armi da fuoco, con i fuochi artificiali e con i razzi di segnalazione. 
Nel corso del XIX secolo in Inghilterra si iniziarono a sviluppare sistemi propulsivi di una certa portata con la produzione di veri e propri razzi incendiari di derivazione pirotecnica caratterizzati da scarsa sicurezza e affidabilità. Tuttavia, nella seconda metà dell'Ottocento, crebbe la pressione per sviluppare nuove formulazioni. Si richiedeva un aumento di sicurezza ma anche una ridotta fumosità dei prodotti di combustione (per ridurre il rischio di localizzazione) e un abbattimento dei residui solidi di combustione (per evitare sporcamento ed usura delle canne delle armi da fuoco). Lavorando a questi obiettivi, nel 1886 Paul Vieille riuscì ad applicare reazioni di nitrazione al cotone (fulmicotone) che, una volta dissolto in solventi, generava una massa gelatinosa di nitrocellulosa. 
Quest'ultima poteva essere utilizzata per sostituire la polvere nera nelle armi da fuoco. L'anno successivo Alfred Nobel brevettò la balistite, un materiale in cui della nitroglicerina veniva utilizzata per plasticizzare la nitrocellulosa, attualmente ancora impiegato. Fulmicotone e balistite sono stati lungamente utilizzati nell'era moderna per applicazioni militari e appartengono rispettivamente alle categorie delle basi singole e doppie basi. Tuttavia, solo le doppie basi hanno avuto un ampio successo anche in campo propulsivo per le caratteristiche favorevoli di combustione a bassa pressione. Le basi singole possono essere utilizzate nei generatori di gas.
Tra la fine del XIX secolo e l'inizio del XX secolo iniziava a crescere nella comunità scientifica l'interesse per la propulsione spaziale. Ne sono testimonianza i lavori del russo Ciolkovskij (riguardanti i viaggi interplanetari, originariamente elaborati nel 1897 ma dati alla stampa solo nel 1903 su consiglio dell'editore) e le esperienze di Goddard (con il lancio di rudimentali razzi a propellente liquido). Tuttavia le scarse prestazioni inibirono l'applicazione spaziale ai propellenti solidi, almeno in quel periodo. In campo militare, invece, lo sviluppo proseguì verso sistemi più prestanti ma anche compatti e caratterizzati da una possibilità di stoccaggio più lunga nel tempo prima di essere non più utilizzabili, la cosiddetta shelf-life.

## Propellenti solidi omogenei o doppia-base
I propellenti solidi omogenei, anche detti propellenti doppia-base, sono stati storicamente i primi propellenti prodotti a livello industriale per applicazioni pratiche. Un tipico esempio è dato dalla combinazione di un materiale solido quale la nitrocellulosa che assorbe un componente liquido come la nitroglicerina ed alcuni additivi. Il legame che mantiene uniti i componenti è a livello molecolare e per questo motivo la fiamma risulta essere di tipo premiscelato.
Questi materiali sono caratterizzati da una elevata reattività chimica e sono classificati come sostanze esplosive.
Le applicazioni di questa famiglia di combustibili sono generalmente di tipo militare o civili di basso costo.

## Propellenti solidi eterogenei o compositi
I propellenti eterogenei sono invece costituiti da un combustibile, in genere alluminio finemente polverizzato (in passato è stato impiegato anche il magnesio), da un ossidante salino con spiccate proprietà acide ed un legante polimerico all'interno del quale sono disperse le particelle di ossidante e di combustibile. L'impasto è ottenuto per via meccanica e quindi i componenti sono distinguibili su scala macroscopica.
Gli ossidanti più utilizzati sono il perclorato di ammonio e il nitrato d'ammonio, mentre per i leganti si fa largo uso di gomme a base di polibutadiene (HTPB). La fiamma generata da un propellente solido composito è di tipo diffusiva. In merito sono state sviluppate alcune teorie e le più accettate sono la Granular Diffusion Flame e la Columnar Diffusion Flame.

## Il grano di propellente
Gli "ingredienti" utilizzati, una volta miscelati, costituiscono una massa dall'aspetto gommoso e dal comportamento di tipo viscoelastico, che, una volta posta all'interno di un serbatoio del motore viene detta grano di propellente. Il grano può avere forma e dimensioni variabili a seconda del tipo di missione. La sua geometria influenza la spinta che il motore sarà in grado di fornire.

## Utilizzo
Il combustibile solido viene utilizzato in genere nei booster dei primi stadi di un razzo. Il vantaggio offerto è la grande semplicità costruttiva del motore, che si traduce in economicità e affidabilità, a differenza di quanto accade per i motori a propellente liquido.
Inoltre un combustibile solido può essere stivato per lungo tempo senza che sia necessaria manutenzione. Possiamo quindi parlare di un'elevata prontezza di funzionamento. Il transitorio di accensione rispetto ai motori a propellente liquido risulta decisamente più rapido ({\displaystyle 150ms}). Gli svantaggi sono invece collegati all'impossibilità di spegnere e poi riaccendere, di modulare la spinta e di riutilizzare un motore che utilizzi il combustibile solido.